# Vélocimètre laser de surface
Un vélocimètre laser de surface est un capteur de mesure de vitesse de défilement sans contact. Il est constitué d'une source de lumière monochromatique (laser ou diode laser) et d’un interféromètre optique, permettant de mesurer l'effet Doppler dû au déplacement de la surface dans la zone de mesure. Contrairement à la vélocimétrie laser "classique", cette méthode permet de mesurer des vitesses de déplacement de surfaces solides et non pas des vitesses d'écoulements de fluides.
La plupart des vélocimètres de surface permettent aujourd'hui de mesurer également la longueur défilée par intégration dans le temps de la vitesse mesurée.
Le vélocimètre laser de surface (ou LSV : Laser Surface Velocimeter) utilise le principe de l’effet Doppler et fonctionne sans contact. Il est donc particulièrement adapté pour mesurer des vitesses de déplacement, là ou des méthodes alternatives (Roue codeuse) atteignent leurs limites ou ne peuvent tout simplement pas être utilisées : corps chauds ou sensibles au contact par exemple.
Cette méthode de contrôle non destructif (CND) est de plus en plus utilisée dans l'industrie en remplacement des technologies citées ci-dessus.

## Principe

### La mesure
L'effet Doppler est un phénomène bien connu de tous. Il se cache derrière le bruit de la sirène du camion de pompier qui nous parait différent au fur et à mesure qu'il s'approche de nous puis s'éloigne.
La fréquence perçue change alors et l’on a cette impression de glissement d’un son aigu à un son plus grave. 
À l'intérieur de la tête de mesure du vélocimètre, le laser, de fréquence optique f est divisé en deux faisceaux de même énergie grâce à une cellule de Bragg (modulateur acousto-optique). En même temps un des deux faisceaux est décalé en fréquence Fb = 40 MHz. Les deux faisceaux laser se croisent à la distance de travail spécifiée sous un angle {\displaystyle \alpha } par rapport à l'axe optique. La lumière rétro-diffusée par l'objet est collectée par l'optique et focalisée sur le photodétecteur. Le signal de ce détecteur est ensuite analysé de manière électronique.

Les vélocimètre laser de surface fonctionnent selon le principe de différences Doppler. Ici deux faisceaux laser sont superposés et génèrent un motif de franges d'interférence sur la surface de l'objet à mesurer.

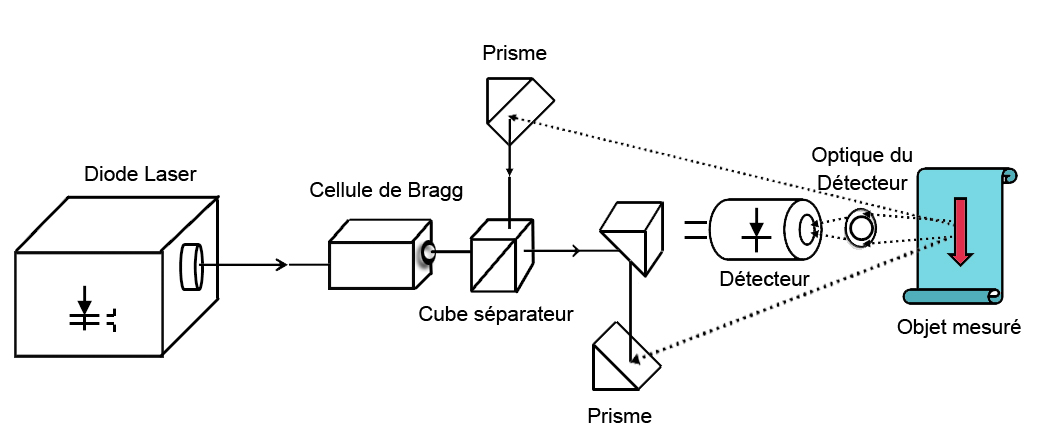
Constitution tête laser
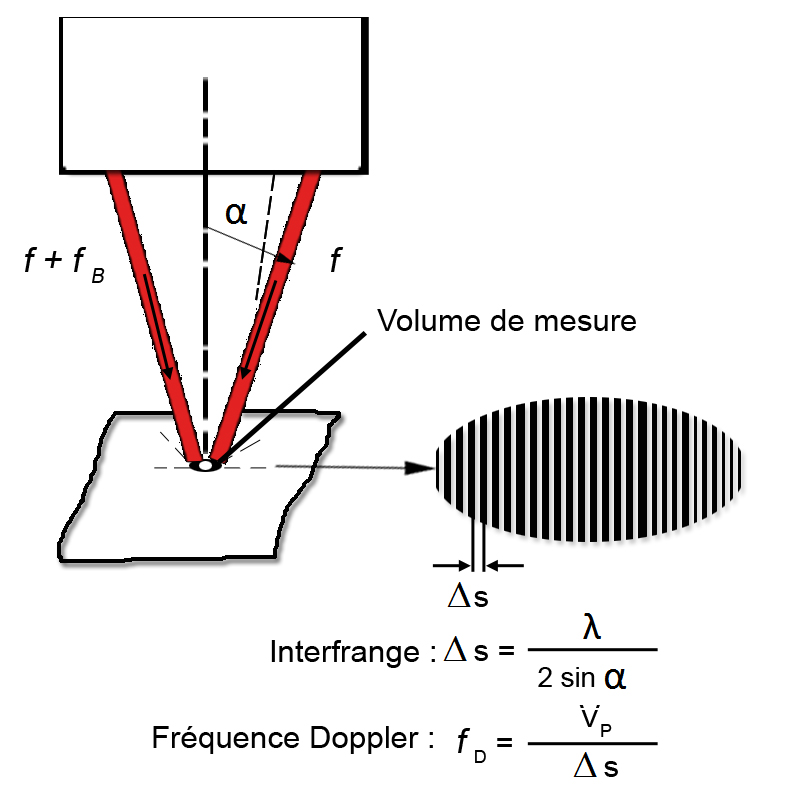
Fonctionnement Doppler

À l'intersection des deux faisceaux laser, les interférences produisent des franges brillantes et sombres sur la surface de l'objet avec un intervalle entre les franges appelé {\displaystyle \delta S} qui peut être déterminé à partir de l'angle {\displaystyle \alpha } et de la longueur d'onde du laser {\displaystyle \lambda } :
{\displaystyle \delta S={\frac {\lambda }{2sin\alpha }}}
Lorsqu'une particule sur la surface de l'objet traverse la zone d'interférences, elle réfléchit la lumière en passant à travers les franges claires. Le détecteur reçoit alors une modulation d'intensité lumineuse composée d'une fréquence Doppler Fd qui multipliée par l'interfrange {\displaystyle \delta S} donne la vitesse de la surface Vp.
{\displaystyle Vp=\delta S.Fd}
L'interfrange, reste constant même lorsque la distance de travail varie (à l'intérieur du volume de mesure). La longueur est calculée par une intégration ultra précise en temps réel de la vitesse instantanée.

### Le procédé hétérodyne
Le signal résultant de la mesure est un signal de fréquence instantanée Fm qui est composée de la fréquence de la cellule de Bragg Fb = 40 MHz et de la fréquence Doppler Fd (détection hétérodyne).
{\displaystyle Fm=40(MHz)+/-Fd}
Le procédé hétérodyne permet ainsi au vélocimètre laser de surface de mesurer le signe de la vitesse et de réaliser des mesures à très basse vitesse jusqu'à une vitesse nulle. Une autre caractéristique du procédé est la très haute précision des mesures qui ne sont pas du tout dépendantes des conditions de mesures (ambiance, température, couleur du produit…) car l'interfrange {\displaystyle \delta S} ne dépend que de l'angle {\displaystyle \alpha } et de la longueur d'onde du laser {\displaystyle \lambda }.
Ainsi :
À zero, le pic de fréquence se situe à 40 MHz. C'est ce qui explique qu'il est possible de mesurer à très basse vitesse jusqu'à une vitesse nulle. 
Les fréquences < 40 MHz = vitesse nulle 
Les fréquences > à 40 MHz = vitesse positive 
Le maximum mesurable avec la technique du Doppler = ±4,8 MHz. 

## Exemples d’application
Les vélocimètres laser de surface [LSV] sont utilisés pour de nombreuses applications de mesure de longueur et de vitesse dans différents domaines industriels. Quelques exemples sont indiqués ci-dessous :
- Sidérurgie : mesure de longueur ou de vitesse sur des plaques d'acier ou des tubes en production
- Automobile : capteur embarqué pour mesure de la vitesse réelle du véhicule[1]
- Ferroviaire : mesure du glissement relatif entre les roues du train et des rails
- Papeterie : contrôle en temps réel des vitesses d'enrouleuses de papier[2]
- Télécommunications : mesure précise des longueurs de câbles et de fibres optiques en production